# PFK Burgas
PFK Burgas (bułg. Професионален футболен клуб Бургас) – bułgarski klub piłkarski, mający siedzibę w mieście Burgas na wschodzie kraju.

## Historia
Chronologia nazw:
- 2009: FK Master Burgas (bułg. ПФК Мастер Бургас)
- 22.06.2014: PFK Burgas (bułg. ПФК Бургас)
- 12.06.2015: rozformowany (po fuzji z PFK Neftochimik 1962 Burgas)

Klub piłkarski Master został założony w miejscowości Burgas w roku 2009. W swoim pierwszym roku zespół zdobył mistrzostwo w południowej grupie regionalnej "B", nie przegrywając ani jednego meczu i zdobył prawo do konkurowania w grupie regionalnej "A". 19 czerwca 2011 roku w barażach o awans do Południowej Amatorskiej Grupy "W" pokonał 7:1 Rodopi Momczilgrad. W sezonie 2013/2014 trenerem zespołu został były piłkarz Czernomorca Burgas i Slawii Sofia Angeł Stojkow. W końcowej klasyfikacji zajął drugie miejsce, ale otrzymał miejsce w Grupie "B" Mistrzostw Bułgarii z powodu rezygnacji mistrza grupy - klubu Benkowski Bjała. 19 czerwca 2014 oficjalnie otrzymał zaproszenie do gry w drugiej lidze. 22 czerwca 2014 klub przyjął zaproszenie i zmienił nazwę zespołu na PFK Burgas i klubowe kolory z biało-czerwonego do niebiesko-białe. W połowie sezonu 2014/15 drużyna połączyła się z Neftochimikiem Burgas grającym w grupie regionalnej "B". Zjednoczony klub przyjął nazwę Neftochimik Burgas 1962 i kontynuował tradycje Neftochimika.

## Sukcesy

### Trofea międzynarodowe
Nie uczestniczył w rozgrywkach europejskich (stan na 31-05-2016).

### Trofea krajowe
| \| \| Zdobyte trofea w rozgrywkach Bułgarii (stan na: 31-05-2016) \| |                                                             |      |          |
| Rozgrywki                                                            | Osiągnięcie                                                 | Razy | Sezon(y) |
| · Mistrzostwo                                                        | I miejsce                                                   | 0    |          |
| · Mistrzostwo                                                        | II miejsce                                                  | 0    |          |
| · Mistrzostwo                                                        | III miejsce                                                 | 0    |          |
| Puchar                                                               | zdobywca                                                    | 0    |          |
| Puchar                                                               | finalista                                                   | 0    |          |
| Puchar                                                               | 1/16 finału                                                 | 1    | 2014/15  |
| II liga                                                              | I miejsce                                                   | 0    |          |
| II liga                                                              | II miejsce                                                  | 0    |          |
| II liga                                                              | III miejsce                                                 | 0    |          |
| II liga                                                              | 7. miejsce                                                  | 1    | 2014/15  |
| Bułgaria                                                             | Zdobyte trofea w rozgrywkach Bułgarii (stan na: 31-05-2016) |      |          |

- Grupa "W" (III poziom):
  - wicemistrz (1): 2013/14 (grupa południowo-wschodnia)

## Stadion
Klub rozgrywał swoje mecze domowe na stadionie Gradskim w Byłgarowo, który może pomieścić 3000 widzów i znajduje się w odległości 15 km na północny zachód od Burgasu.

## Trenerzy
- 2009–2011:  Panajot Gorow
- 2011–2013:  Neno Nenow
- 2013–2014:  Angeł Stojkow
- 2014–2015:  Radostin Kisziszew